# Походження Молочного Шляху (картина)
«Походження Молочного Шляху» або «Походження Чумацького Шляху» (італ. Origine della Via Lattea) — картина Якопо Тінторетто, написана близько 1575 року на замовлення імператора Священної Римської імперії Рудольфа II для прикраси його празького палацу. Нині перебуває в Національній галереї в Лондоні. Зображує давньогрецький міфологічний сюжет походження Молочного Шляху з молока богині Гери, яке розплескалось по небу, коли його смоктав немовля Геракл.

## Сюжет
Сюжет для своєї роботи Тінторетто взяв із грецької міфології. Зевс захотів зробити безсмертним свого сина Геракла, народженого від земної жінки. Для цього він занурив у глибокий сон свою дружину, богиню Геру, і приклав немовля до її грудей, щоб те змогло напитися божественного молока, що дарує безсмертя. Геракл, що вже тоді відрізнявся неймовірною силою, почав смоктати молоко так енергійно, що завдав Гері болю. Богиня відштовхнула немовля, краплі молока пролилися на небо і перетворилися на зорі, з яких склався Чумацький Шлях. Краплі ж молока, що впали на землю, стали білими ліліями.

## Стилістика
«Походження Молочного Шляху» вважається найкращою міфологічною картиною Тінторетто. Насичена рухом композиція, звучний і соковитий живопис чудово передають відчуття динаміки зображеного сюжету. У картині художник використав космогонічну легенду як привід для зображення контрасту ніжної м'якої плоті та важких одягів.

## Міфологічні деталі
- Ангели («путті»), зображені в нижній частині картини, тримають в руках стріли, запалений смолоскип та інші символи пристрасті[3].
- Мережа в руках написаного праворуч ангелочка, ймовірно, символізує обман, до якого вдався Зевс, щоб надати безсмертя своєму сину[3].
- Поруч із Зевсом летить орел — величний птах, що традиційно супроводжує богів і королів[3]. У пазурах орла затиснута блискавка (звичний атрибут бога-громовержця)[3].
- Праворуч на картині розміщена пара павичів, які традиційно супроводжували богиню неба і покровительку шлюбу Геру. Живописці часто зображували павичів упряженими в її небесний візок[3].